# El Edén
El Edén est une localité uruguayenne du département de Maldonado, rattachée à la municipalité de San Carlos.

## Localisation
Située au centre du département de Maldonado et à l’ouest de l’ arroyo Mataojo, El Edén se déploie aux abords de la route 12 et de l’ arroyo Pintado.

## Population
| 1963 | 1975 | 1985 | 1996 | 2004 | 2011 |
| ---- | ---- | ---- | ---- | ---- | ---- |
| 89   | 24   | 25   | 52   | 43   | 85   |

## Source
- (es) Cet article est partiellement ou en totalité issu de l’article de Wikipédia en espagnol intitulé « El Edén » (voir la liste des auteurs).